# Marion Pein
Marion Pein (* 18. September 1948 in Pinneberg; † 24. März 2020) war eine deutsche Politikerin (Grün-Alternative Liste Hamburg) (GAL). Sie praktizierte als Rechtsanwältin in Hamburg.
Pein, die politisch aus dem Kommunistischen Bund und der Gruppe Z kam, gehörte vom 5. Januar 1985, als sie für Angelika Birk nachrückte, bis zum Ende der Wahlperiode 1986 der ersten GAL-Fraktion in der Hamburgischen Bürgerschaft an. Am 6. April 1990 trat sie zusammen mit 35 weiteren linken Politikern (u. a. Thomas Ebermann) aus der Partei Bündnis 90/Die Grünen aus. Zeitweise war sie Betriebsrätin bei der Beiersdorf AG.